# Ikuta Chōkō

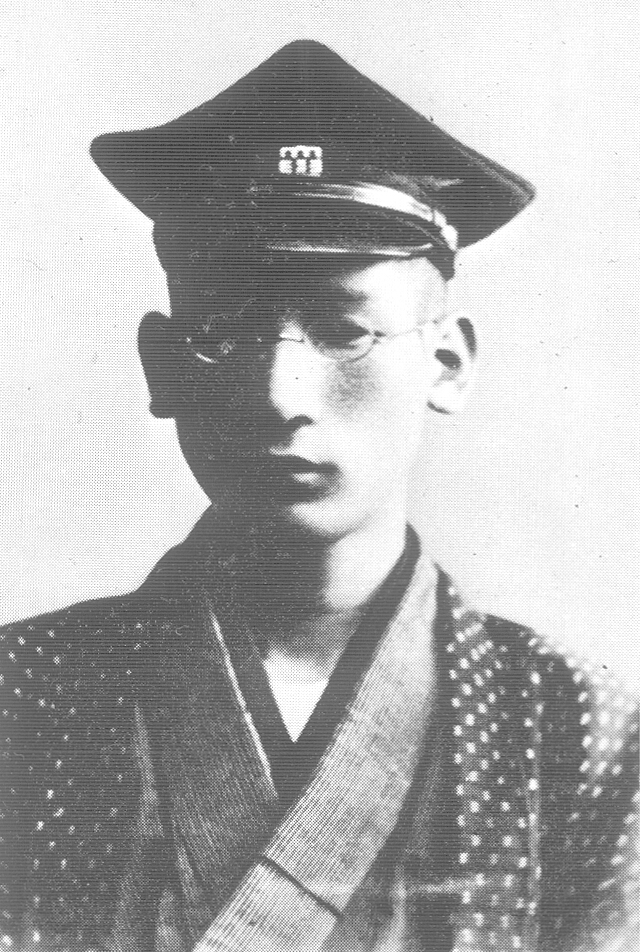
Ikuta Chōkō

Ikuta Chōkō (jap. 生田 長江; * 21. April 1882 in Hino, Präfektur Tottori; † 11. Januar 1936 in Tokio) war ein japanischer Literaturkritiker und Übersetzer.
Mit Übersetzungen von Werken Friedrich Nietzsches (Also sprach Zarathustra), Gabriele D’Annunzios (Il Trionfo della morte), Dantes (Göttliche Komödie), Karl Marx’, Gustave Flauberts und Homers (Odyssee) etablierte sich Ikuta als bedeutender japanischer Übersetzer des beginnenden 20. Jahrhunderts. Als Befürworter der aufkommenden Frauenbewegung leitete er gemeinsam mit der Dichterin Yosano Akiko und den Schriftstellern Baba Kochō und Morita Sōhei einen literarischen Zirkel für Frauen (Keishū  Bungakkai).